# Petite Martinique
La Petite Martinique est une île d'origine volcanique située dans l'archipel des Grenadines, à environ 1,5 km de l'île de Carriacou. Elle est la dépendance la plus septentrionale de l'État de Grenade.
L'île, d'une superficie de 2,4 km2, a une forme à peu près circulaire dont le diamètre est de 1,8 km.
La population, évaluée à environ 900 habitants, vit principalement de la contrebande (activité qui lui a donné son surnom d'« île Mystère »), mais aussi de la pêche et de la réparation de bateaux